# Ringipleura
Ringipleura zijn een subterklasse van slakken (Gastropoda).

## Taxonomie
De volgende taxa zijn bij de subterklasse ingedeeld:
- Superorde Nudipleura
- Superorde Ringiculimorpha